# Akcja ratunkowa w jaskini Alpazat
Akcja ratunkowa w jaskini Alpazat – akcja, która miała miejsce w marcu 2004, gdy sześciu żołnierzy brytyjskich utknęło w jaskiniach Alpazat niedaleko Cuetzalan, w stanie Puebla w Meksyku. Wszyscy zostali uratowani przez brytyjskich nurków jaskiniowych po spędzeniu ośmiu dni wewnątrz jaskini. Wypadek pociągnął za sobą napięcia dyplomatyczne między Wielką Brytanią a Meksykiem, ponieważ żołnierze odmówili pomocy od instytucji lokalnych, ponadto krążyły pogłoski o tym, iż szukali złóż uranu.

## Tło
Dwunastu (według niektórych źródeł trzynastu) członków ekspedycji wywodziło się z Royal Navy, British Army i Royal Air Force, członków łączonego związku jaskiniowego brytyjskich sił zbrojnych. Wyprawa była określona jako „oficjalna ekspedycja wojskowa wspierająca trening”. Zejście miało trwać 36 godzin. Podczas gdy sześciu członków wyprawy: Chris Mitchell, Jonathan Sims, Charles Milton, Simon Cornhill, John Roe i Toby Hamnett, przebywało w jaskini, nagła powódź zablokowała wyjście z jaskini, zmuszając uczestników do schronienia się w obozie ratunkowym w bardziej suchej części jaskini. Mężczyźni obozowali na półce położonej 4,6 m nad rzeką podziemną. Ekspedycja była dobrze przygotowana, żołnierze mogli przygotowywać posiłki, takie jak makaron z serem i błyskawiczne ciasto czekoladowe, na przenośnej kuchence. Nie wiedząc, jak długo będą oczekiwać na pomoc, byli zmuszeni racjonować żywność. Byli wyposażeni również w źródło światła i śpiwory. Uwięzieni grotołazi utrzymywali łączność radiową z resztą ekipy.

## Akcja ratunkowa
Uwięzionych żołnierzy uwolniono po ośmiu dniach, a dokonali tego Richard Stanton i Jason Mallinson z organizacji ratownictwa jaskiniowego. Operacja wymagała przejścia 300 m zalanego powodzią korytarza prowadzącego do wyjścia.

## Następstwa dyplomatyczne
Wydarzenie wywołało w Meksyku nastroje antybrytyjskie, głównie z powodu niepoinformowania władz kraju o obecności żołnierzy. Sytuację pogorszyła odmowa pomocy meksykańskiej i oczekiwanie na nurków brytyjskich. Ówczesny prezydent Vicente Fox wysłał do Londynu list protestacyjny z zapytaniem o celowość pobytu wojsk brytyjskich na terenie jego kraju. Żołnierze wjechali do Meksyku na wizach turystycznych, podczas gdy władze meksykańskie podejrzewały, że pełnią misję zleconą przez brytyjski rząd. W odpowiedzi na pogłoski o poszukiwaniu przez Anglików złóż uranu, minister Felipe Calderón wnioskował do naukowców instytutu jądrowego Meksyku o zbadanie jaskiń na obecność złóż uranu po ewakuacji żołnierzy brytyjskich. Również media meksykańskie odnosiły się niepochlebnie do całego incydentu.